# Ted-Williams-Tunnel
Der Ted-Williams-Tunnel (ugs. auch Williams Tunnel) ist neben Sumner-Tunnel und Callahan-Tunnel einer von drei Highway-Tunneln unter dem Boston Harbor im US-Bundesstaat Massachusetts. Er stellt das letzte Teilstück des Massachusetts Turnpike bzw. der I-90 dar und verbindet den Stadtteil South Boston mit dem Logan International Airport. Benannt wurde der Tunnel nach dem ehemaligen US-amerikanischen Baseballspieler Ted Williams.

## Hintergrund
Der Ted-Williams-Tunnel war die erste wichtige Straßenverbindung, die im Rahmen des Big Dig errichtet wurde. Er besteht aus 12 Stahlsektionen, die in Baltimore vorgefertigt und dann zum Bauplatz transportiert wurden. Dort wurde er mit einer Betonhülle versehen. Kurz nach seiner Eröffnung im Jahr 1995 stand er zunächst nur autorisierten Fahrzeugen zur Verfügung, um die Verkehrsbelastung während der weiter andauernden Bauarbeiten am Big Dig nicht zu stark ansteigen zu lassen. Erst im Jahr 2003, also 8 Jahre nach seiner Eröffnung, wurde er im Zuge der Vervollständigung der I-90 für alle Arten von Fahrzeugen dauerhaft geöffnet.
Etwa 1,2 km des Tunnels befinden sich unter der Wasserlinie. Die Mautgebühr, die nur in südlicher bzw. an der Mautschranke in East Boston in westlicher Fahrtrichtung zu entrichten ist, beträgt je nach Fahrzeugkategorie zwischen 3,50 und 5,25 US-Dollar.